# Cleistogamia holothuriana
Cleistogamia holothuriana är en plattmaskart. Cleistogamia holothuriana ingår i släktet Cleistogamia och familjen Umagillidae. Inga underarter finns listade i Catalogue of Life.